# Ossie Davis
Ossie Davis, nascido Raiford Chatman Davis, (Cogdell, 18 de dezembro de 1917 – Miami Beach, 4 de fevereiro de 2005) foi um ator, dramaturgo, poeta, roteirista, diretor e ativista dos Direitos Civis americano.

## Biografia
Teve pais muito amorosos e uma família grande e apoiadora. Graduado entre os cinco melhores da sua classe e já com interesse em teatro, Davis teve que juntar dinheiro suficiente antes de tentar entrar na faculdade. Um ano após a graduação, vendo as suas economias em risco, foi para Washington viver com seus tios. Lá recebeu uma bolsa para a National Youth Administration e matriculou-se na Universidade de Howard no outono de 1935.
Em Howard, Davis fundou um ambiente para cultivar tanto as suas ideias quanto os seus talentos. Impaciente para tentar sua sorte no estágio, Davis foi para Nova Iorque. Estreou na Broadway em 1948, em Jeb, onde ele conheceu a sua esposa e companheira, a atriz Ruby Dee.
Participou de várias produções na Broadway, incluindo Anna Lucasta, The Wisteria Trees, Green Pastures, Jamaica, Ballad for Bimshire, A Raisin in the Sun, The Zulu and the Zayda, e I'm Not Rappaport. Em 1961, escreveu e estrelou o criticamente aclamado Purlie Victorious. Entrou no salão da fama do teatro em 1994.
Davis escreveu e dirigiu inúmeros filmes, incluindo Cotton Comes to Harlem e Countdown at Kusin (co-produção de sua esposa), a primeira participação de um estadunidense em um filme totalmente rodado na África por profissionais negros. As suas aparições mais recentes foram nos filmes Dr. Dolittle, Get on the Bus e I'm not Rappaport.
Davis foi um dos principais ativistas pelos direitos civis na década de 1960. Ele uniu-se a Martin Luther King, na luta por trabalho e liberdade. Participou dos funerais de Luther King e de Malcolm X.
Davis recebeu inúmeras homenagens em toda sua vida, incluindo o prêmio Hall da Fama pelo excepcional arquivo artístico em 1989, a U.S. Natinonal Medal for the Arts em 1995, a New York Urban League Frederick Douglas Award, NAACP Image Awar e Actor's Guild Lifetime Achievement Award em 2001.
Teve uma longa e esplêndida carreira de entretenimento juntamente com sua esposa. Juntos, publicaram uma autobiografia, With Ossie and Ruby: In this life together.
Nos anos de 2004 e 2005, Ossie participou do seriado estadunidense The L Word. Fez aparições nas duas primeiras temporadas da série como o pai das personagens de Jennifer Beals e Pam Grier, o conservador Melvin Porter. No último episódio da série em que entrou, o seu personagem morre. Davis morreu pouco tempo depois na vida real, a tempo de o episódio lhe ser dedicado quando foi para o ar.

## Vida pessoal

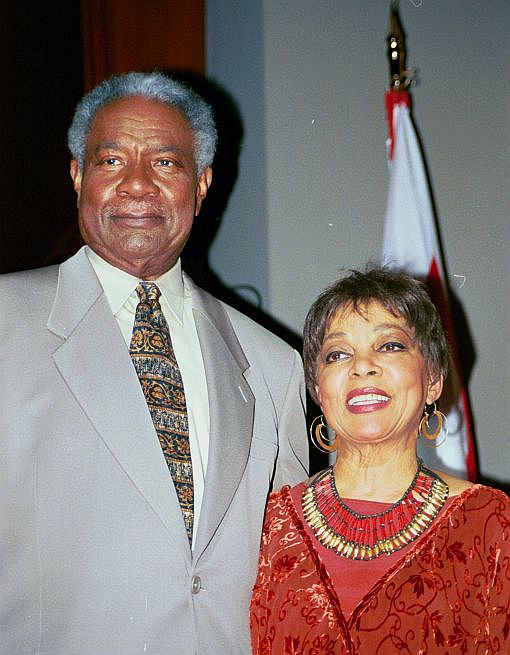
Davis e Dee

Em 1948, Davis se casou com a atriz Ruby Dee, que conheceu na Broadway, durante os ensaios da peça Jeb, de Robert Ardrey. Em sua autobiografia conjunta intitulada Com Ossie e Ruby, descreveram a decisão de ter um casamento aberto, mas depois mudaram de ideia. Em meados da década de 1960, eles se mudaram para o subúrbio de New Rochelle em Nova York, onde permaneceram pela vida toda. Seu filho Guy Davis é um músico de blues e ex-ator, que apareceu no filme Beat Street (1984) e na novela One Life to Live. Suas filhas são Nora Davis Day e Hasna Muhammad.

## Morte
Davis faleceu aos 87 anos. Foi encontrado morto em um quarto de hotel em Miami no dia 4 de fevereiro de 2005. A causa oficial de sua morte não foi revelada, mas Davis era conhecido por ter problemas cardíacos.

## Relação com Malcolm X
Ossie Davis participou ativamente do funeral de Malcolm X em 1965, quando fez o panegírico que o tornou mais aclamado do que nunca entre os negros do Harlem.
Sobre Malcolm X, seu amigo pessoal, Ossie Davis lembra quando o conheceu: "Conheci o homem pessoalmente; por mais que discordasse dele, nunca duvidei de que Malcolm X, mesmo quando estava errado, foi sempre essa coisa extremamente rara no mundo entre nós, negros: um homem sincero."
Ossie Davis interpreta ele próprio em dois filmes sobre Malcolm X: Malcolm X, dirigido por Spike Lee, e em Malcolm X — A Morte do Profeta (1981).